# Avril 1974

## Évènements
- La pire éruption de tornades, dite du « Super Outbreak », en Amérique du Nord a lieu les 3 et 4 avril. Les 148 tornades ont fait 330 morts et 5 484 blessés dans treize États américains et l'extrême sud-ouest de l'Ontario au Canada.
- Le parti du Congrès du Sikkim enlève tous les sièges de l’Assemblée.
- Accord tripartite entre l’Inde, le Bangladesh et le Pakistan. Reconnaissance par le Pakistan de la république populaire du Bangladesh.
- L’Iran soutient la résistance kurde en Irak. En avril, les forces armées officielles reprennent le contrôle des plaines mais les régions montagneuses restent entre les mains des rebelles.

- 2 avril : 
  - mort de Georges Pompidou, président de la République. Le secret sur sa maladie avait été gardé jusqu’au dernier moment. Le président du Sénat Alain Poher devient président par intérim.
  - à Los Angeles, 46e cérémonie des Oscars, au cours de laquelle un homme nu a traversé le plateau au moment où l'acteur David Niven annonçait les nominations à l'Oscar du meilleur film.
- 3 et 4 avril : éruption de tornades, dite du « Super Outbreak » en Amérique du Nord.
- 5 avril[1] : un gouvernement provisoire d’union nationale dirigé par Souvanna Phouma et un conseil facultatif politique sont mis en place au Laos. Un accord prévoit le retrait de toutes les forces étrangères et la neutralisation de Vientiane et de Luang Prabang.
- 10 avril : intervention de Deng Xiaoping, chef de la délégation chinoise à l'ONU, devant l'assemblée générale.
- 15 avril : Hamani Diori est renversé au Niger par Seyni Kountché qui instaure un régime militaire et restaure l’économie.
- 18 avril : les Brigades rouges enlèvent le juge de Gênes Mario Rossi.
- 25 avril :
  - Révolution des Œillets au Portugal. Rébellion de l’armée conduite par de jeunes officiers sous la direction du capitaine Otelo Saraiva de Carvalho. Une junte militaire de sept membres (dont António Spínola et Francisco da Costa Gomes) déclare assumer provisoirement le pouvoir. Marcelo Caetano se rend à Spinola et le président Americo Tomas est mis en état d’arrestation. La démocratie est instituée. La foule envahit les rues de Lisbonne, fraternise avec les militaires qui reçoivent des œillets, dont ils ornent leurs fusils.
  - Gouvernement de Léo Tindemans en Belgique (fin en 1978).
- 28 avril (Formule 1) : Grand Prix automobile d'Espagne.

## Naissances
- 4 avril :
  - Bárbara Franco, nageuse espagnole.
  - Greg Francis, joueur et entraîneur canadien de basket-ball.
  - Driss El Himer, athlète franco-marocain.
  - Vassiliy Jirov, boxeur kazakh.
  - Dave Mirra, pilote de BMX américain († 4 février 2016).
  - Samira Raïf, athlète marocaine.
- 8 avril : Chino XL, rappeur américain d'origine portoricain († 28 juillet 2024).
- 9 avril : Jenna Jameson, actrice américaine
- 14 avril : Hélène Bourgeois Leclerc, actrice québécoise
- 16 avril : Mathias Malzieu, musicien, chanteur, écrivain et réalisateur français.
- 17 avril :
  - Mikael Åkerfeldt, chanteur et guitariste du groupe suédois Opeth.
  - Victoria Beckham, Chanteuse anglaise des Spice Girls et épouse de David Beckham.
- 18 avril :
  - Olivier Besancenot, homme politique français
  - « El Califa » (José Pacheco Rodríguez), matador espagnol.
- 19 avril : Christopher Stills, chanteur américain.
- 20 avril : Grégory Basso, ancien candidat d'émission de télé réalité.
- 22 avril : Shavo Odadjian, bassiste du groupe de musique System of a down.
- 24 avril : Muhoozi Kainerugaba, Militaire ougandais et fils de Yoweri Museveni.
- 25 avril : Le prince Louis de Bourbon, duc d'Anjou, aîné des Capétiens et chef de la maison de France
- 28 avril : Penélope Cruz, actrice espagnole.
- 29 avril : Anggun, chanteuse indonésienne francophone.
- 30 avril : 
  - Ricardo Ortiz, matador espagnol.
  - Reckya Madougou, femme politique béninoise.

## Décès
- 2 avril : Georges Pompidou, Président français.
- 6 avril : Štěpán Trochta, cardinal tchèque, évêque de Litoměřice (° 26 mars 1905).
- 18 avril : Marcel Pagnol, écrivain, producteur et réalisateur français.
- 25 avril : Pamela Courson, compagne de Jim Morrison, leader des Doors (° 22 décembre 1946).